# Кардашовка (Полтавская область)
Кардашовка (укр. Кардашівка) — село
Великобудищанского сельского совета
Диканьского района
Полтавской области
Украины.
Код КОАТУУ — 5321081702. Население по переписи 2001 года составляло 3 человека.

## Географическое положение
Село Кардашовка находится на правом берегу правой старицы Доброшин реки Ворскла.
Село окружено лесными массивами урочище Маньковщина и урочище Гуменский Лес (дуб, вяз).